# St James's
St James's és un barri del districte de Ciutat de Westminster de Londres, Anglaterra (Regne Unit). Limita al nord amb Piccadilly, a l'oest amb Green Park, al sud amb The Mall i St James's Park i a l'est amb el Haymarket.